# Francisco Javier González Acuña
Francisco Javier González Acuña (Tampico, 21 de enero de 1942), conocido como Fico, es un matemático mexicano del Instituto de Matemáticas de la UNAM y en el CIMAT de Guanajuato.
Es especialista en la topología de dimensiones bajas cuyas contribuciones han aparecido en la revista Annals of Mathematics.
Junto con el matemático español José María Montesinos Amilibia (San Sebastián, 1944) ha resuelto algunas cuestiones planteadas por Ralph Fox acerca de la existencia de puntas (del inglés ends) infinitas de grupos fundamentales de 2-nudos.

## Tesistas
Julieta Cecilia Amador Rodríguez, Licenciatura, UNAM, 1972
Martha De Garay, Licenciatura, UNAM, 1972
José Antonio Seade Kuri, Licenciatura, UNAM, 1976
José Zapata Lillo, Licenciatura, UNAM, 1976
Oscar Miguel Trigo Boix, Licenciatura, UNAM, 1977
María de Lourdes Esteva Peralta, Licenciatura, UNAM, 1977
Ignacio Varela, Licenciatura, UNAM, 1978
Hamish Short, Posdoctorado UNAM, 1980-81
José Carlos Gómez Larrañaga, Posdoctorado UNAM, 1981-82
Antonio Lascurain Orive, Doctorado, Asesoría, Columbia University, 1989
Carlos Castaño Bernard, Licenciatura, UNAM, 1992
María de la Paz Álvarez Scherer, Doctorado, UNAM, 1993
Víctor Manuel Núñez Hernández, Doctorado, UNAM, 1993
Enrique Ramírez Losada, Doctorado, UNAM, 1999
Lorena Armas Sanabria, Doctorado, UNAM, 2000
Rafael Torres, Licenciatura, Universidad de las Américas, 2003
Karin Alcaraz, Licenciatura, UAEM, 2006
Jesús Rodríguez Viorato, Doctorado, UNAM, 2014
Gerino Ochoa Morales, Maestría, UNAM, 2015

## Publicaciones selectas
- González-Acuña, F. (1975): «Homomorphs of knot groups», artículo en inglés publicado en la revista Annals of Mathematics (2), pág. 102, n.º 2, págs. 373-377; 1975. MR0379671.
- González-Acuña, F.; Montesinos, José M. (1978): «Ends of knot groups», artículo publicado en la revista Annals of Mathematics (2) 108 (1978), no. 1, 91-96. MR0559794
- González-Acuña, F.; Short, Hamish (1986): «Knot surgery and primeness», artículo publicado en la revista Math. Proc. Cambridge Philos. Soc. 99, n.º 1, págs. 89-102; 1986. MR0809502.
- Gómez-Larrañaga, J. C.; González-Acuña, F. J.; Hoste, J. (1991): «Minimal atlases on 3-manifolds», artículo en inglés publicado en la revista Math. Proc. Camb. Phil. Soc., 109, págs. 105-115; 1991. MR1075124.